# Pedro Felipe
Pedro Felipe dos Santos Santana (* 14. Februar 1997) ist ein brasilianischer Fußballspieler.

## Karriere
Pedro Felipe spielte ab 2019 für den EC Noroeste. In der Saison 2019 spielte er 13 Mal in der dritten Spielklasse der Staatsmeisterschaft von São Paulo. In der Saison 2020 kam er zu 18 Einsätzen für Noroeste in der Paulista A3, in denen er vier Tore erzielte. Während der Spielzeit wechselte er zum Viertligisten Mirassol FC. Für Mirassol absolvierte er bis Saisonende drei Partien in der Série D. Mit dem Klub stieg er in die Série C auf. Im Frühjahr 2021 kehrte er leihweise zu Noroeste zurück, wo er zu elf weiteren Einsätzen kam. Im Juni 2021 kehrte er zu Mirassol zurück und machte dort ein Spiel in der dritthöchsten brasilianischen Spielklasse.
Im Juli 2021 wechselte der Stürmer leihweise zum österreichischen Zweitligisten Grazer AK. Sein Debüt in der 2. Liga gab er im selben Monat, als er am ersten Spieltag jener Saison gegen den SC Austria Lustenau in der 56. Minute für Daniel Kalajdžić eingewechselt wurde. Bis zum Ende der Leihe kam er zu 28 Zweitligaeinsätzen, in denen er drei Tore erzielte.